# Paul Wellstone
Paul David Wellstone (Washington, 21 luglio 1944 – Eveleth, 25 ottobre 2002) è stato un politico statunitense, senatore  per lo stato del Minnesota dal 1991 fino al giorno della sua morte il 25 ottobre 2002 in un incidente aereo a Eveleth.

## Biografia
Era del partito Democratic-Farmer-Labor (democratico per lavoratori e contadini) e un professore di scienze politiche all'università Carleton prima di venire eletto al Senato degli Stati Uniti nel 1990. Di origine ebraica, era un liberale e un esponente della parte più progressista del Partito Democratico. La sua tesi di dottorato nel 1969 era sull'argomento della disuguaglianza dei neri in America: Militanti neri nel ghetto: Perché loro credono nella violenza.
Negli anni Settanta è coinvolto nell'organizzazione comunitaria lavorando con i poveri e altre comunità emarginate. La prima organizzazione che ha fondato è stata Organization for a Better Rice County, un gruppo che consisteva principalmente di individui che facevano crescere figli da soli con il welfare (l'aiuto finanziario del governo per i poveri), che ha creato per enfatizzare l'importanza di case pubbliche, un'assicurazione sulla salute non costosa, scuole pubbliche migliori, pranzi gratis alla mensa delle scuole per i bambini, e un asilo pubblico pagato dallo stato. Durante questo periodo stesso, cominciò a coinvolgersi con contadini e manifestanti della sinistra.
Il merito della sua vittoria elettorale nel 1990 e ri-elezione nel 1996 è stato attribuito molto alla sua grande campagna grass-roots che ha invitato gli studenti universitari, i poveri, e le persone di colore a interessarsi al mondo politico. Nel 1990 il numero dei giovani coinvolti nella campagna di Wellstone era così notevole che poco dopo l'elezione Walter Mondale disse a Wellstone "I ragazzi l'hanno vinta per te". Wellstone ha passato anche gran parte della sua carriera politica lavorando con gli Hmong del Minnesota (un popolo asiatico originario principalmente del Laos, Vietnam e Thailandia), un gruppo d'immigrati che tradizionalmente non è mai stato coinvolto nel mondo politico.
Wellstone era conosciuto sia a Washington che in Minnesota per il suo impegno per la pace, l'ambiente, i lavoratori, e l'assicurazione sulla salute. Combatteva anche la violenza domestica e incoraggiava l'aumento d'immigrazione negli Stati Uniti. Era apertamente, e fortemente, contro la Guerra del Golfo del 1991, e pochi mesi prima della sua morte ha parlato al Senato contro quello che all'epoca era l'inizio dell'apparente Guerra in Iraq. Dopo aver votato contro l'autorizzazione del Congresso degli Stati Uniti alla guerra in Iraq l'11 ottobre 2002, durante le elezioni per il Senato, si dice che Wellstone disse a sua moglie "Quel voto contro l'autorizzazione alla Guerra mi è appena costato l'elezione" (il voto per la Guerra in Iraq è finito con 77 a favore e 23 contro). Però i sondaggi condotti il giorno dopo il suo voto contro la guerra hanno mostrato che ancora Wellstone stava per vincere contro Norm Coleman del 6-9%, mentre i sondaggi prima del voto hanno mostrato che vinceva solo del 2-3%. Wellstone è uno degli 11 senatori che hanno votato sia contro la guerra del Golfo che contro la Guerra in Iraq.

## Morte
Wellstone è morto il 25 ottobre 2002, insieme ad altre 7 persone, quando il suo aereo è precipitato nel nord del Minnesota. Le altre vittime erano sua moglie, Sheila, una dei suoi 3 figli Marcia, i due piloti, e 3 persone che lavoravano nella sua campagna elettorale. Wellstone stava andando al funerale di Martin Rukavina, il cui figlio Tom Rukavina faceva parte del Minnesota House of Representatives. Wellstone aveva deciso di andare al funerale invece di una manifestazione per l'elezione a Minneapolis. Doveva dibattere con Norm Coleman a Duluth (Minnesota) quella sera stessa.
La morte di Wellstone è avvenuta solo 11 giorni prima delle elezioni. Questo fatto ha creato motivo per sospettare di cospirazione il governo Bush. Il 24 aprile 2001, John Nichols del Madison Capital Times ha scritto un articolo in proposito:
Poi, Mercoledì mattina, solo 90 minuti prima del suo annuncio, Pawlenty stava portando i suoi figli a casa. Il suo cellulare ha suonato, e Pawlenty si è trovato a parlare con Dick Cheney stesso (il vicepresidente degli Stati Uniti). Cheney disse a Pawlenty che Bush non voleva che Coleman avesse concorrenza. Pawlenty a quel punto ha deciso di non candidarsi. E ora che Coleman sta per andare alle elezioni per il Senato, George W. Bush, Dick Cheney, e Karl Rove stanno facendo di tutto per assicurarsi di gestire questa sfida contro Wellstone. Anche Pawlenty, un Repubblicano, ha ammesso che "ti fa dubitare del processo elettorale e della sua integrità"»
Quest'articolo è stato scritto un anno prima della morte di Wellstone. Invece un mese prima che l'aereo di Wellstone cadesse, un articolo di The Nation racconta che una quantità di pubblicità contro Wellstone mai vista è stata comprata da un gruppo collegato con la stessa famiglia di Bush.
Il governatore Jesse Ventura è stato criticato per il suo tono: aveva il compito di scegliere il sostituto di Wellstone fino alle elezioni, e ha annunciato che "accetterebbe i curriculum vitae di qualsiasi persona basta che non sia del Partito Democratico". Il Repubblicano Norm Coleman ha vinto le elezioni, diventando senatore del Minnesota.